# Colli Orientali del Friuli Cabernet franc
Le Colli Orientali del Friuli Cabernet franc est un vin rouge italien de la région Frioul-Vénétie Julienne doté d'une appellation DOC depuis le 20 juillet 1970. Seuls ont droit à la DOC les vins récoltés à l'intérieur de l'aire de production définie par le décret. Les vignobles autorisés se situent au nord - est de la province d'Udine dans les communes de Tarcento, Nimis, Faedis, Povoletto, Attimis, Torreano, San Pietro al Natisone, Prepotto, Premariacco, Buttrio, Manzano, San Giovanni al Natisone et Corno di Rosazzo.
Le Colli Orientali del Friuli Cabernet franc répond à un cahier des charges moins exigeant que le Colli Orientali del Friuli Cabernet franc riserva, essentiellement en relation avec le vieillissement. Voir aussi l’article et Colli Orientali del Friuli Cabernet franc superiore.

## Caractéristiques organoleptiques
- couleur: rouge rubis intense, tendant au rouge grenat avec le vieillissement
- odeur: vineux, intense, épicé
- saveur: sèche, tannique, harmonique, légèrement épicé

Le Colli Orientali del Friuli Cabernet franc se déguste à une température comprise entre 15 et 17 °C. Il se gardera 3 - 6 ans.

## Association de plats conseillée
Les viandes rouges grillées

## Production
Province, saison, volume en hectolitres :
- Udine (1990/91) 1244,21
- Udine (1991/92) 1724,87
- Udine (1992/93) 2149,49
- Udine (1993/94) 3517,08
- Udine (1994/95) 3658,31
- Udine (1995/96) 3469,7
- Udine (1996/97) 4740,14